# たむたむ
たむたむ（たむたむ、1985年6月7日 - ）は、日本の男性ものまねタレント、YouTuber。長野県出身。
ホリプロコム所属。河村隆一のものまねを中心に活動。活動内容はドラマものまね、ものまねコント、歌ものまねなど。
妻はものまねタレントの沙羅。父は元敏いとうとハッピー&ブルーのボーカル和泉順也。

## 来歴・人物
長野県出身で、その後、東京都足立区に転居。みやぞんと同じ小学校で、同じクラスだった。趣味はゴルフ・映画鑑賞。特技はギター・ベース・ピアノで、作詞作曲も行う。

## 物真似レパートリー
- 河村隆一
- GACKT
- 氷室京介
- 美空ひばり
- hyde
- hide
- Ayase
- 野田洋次郎
- マオ
- 松岡充
- 高橋一生
- 中村倫也
- さだまさし
- 山下達郎
- 萩本欽一
- 草薙航基
- 田村正和[4]
- 尾崎豊
- Fukase
- 平井堅
- 武田鉄矢
- 藤井フミヤ
- 布袋寅泰
- 浜崎あゆみ
- 大森元貴
- 加藤和也

など

## 出演

### テレビ番組
- ものまね王座決定戦（フジテレビ）
- 爆笑そっくりものまね紅白歌合戦スペシャル（フジテレビ）
- 千鳥の鬼レンチャン（フジテレビ）
- 中居正広の金曜日のスマイルたちへ（TBS）
- ラヴィット!（TBS）[3]
- ヒルナンデス（日本テレビ）
- ウチのガヤがすみません!（日本テレビ）
- しゃべくり007（日本テレビ）[4]
- 新婚さんいらっしゃい!（ABC）[3]

### テレビドラマ
- アイドル誕生 輝け昭和歌謡（2023年12月1日、NHK BSプレミアム4K / 2024年1月2日、NHK BS） - 萩本欽一 役
- 無能の鷹 第4話（2024年11月1日、テレビ朝日）[5]

### CM・広告
- 日本マクドナルド「チーチーダブチ/てりやき『LUNA CHEE』」篇（2025年8月19日 - ） - LUNA SEA公認のコピーバンド・“LUNA CHEE”が歌う「ROSIER」の替え歌を歌唱 ※声のみの出演[6][7]